# Sei Putih Timur II
Sei Putih Timur II is een bestuurslaag in het regentschap Medan van de provincie Noord-Sumatra, Indonesië. Sei Putih Timur II telt 8102 inwoners (volkstelling 2010).